# 福德皮影戲團
福德皮影戲團是臺灣高雄市岡山區曾經存在的皮影戲表演團體。由林文宗於日治時期創立，1957年傳與其子林淇亮。2009林淇亮過世後停止演出。

## 歷史
福德皮影戲團創辦人為林文宗，師承自永興樂皮影戲團演師張利。1941年皇民奉公會成立之後，高雄州由山中登成立「高雄州影繪協會」，林文宗主持該會下的「第二奉公團」，在高雄地區做推廣皇民化運動的巡迴演出:12。
林文宗之長子林淇亮在幼時因不識字，在劇團中僅協助部分雜務工作。二戰其間遭徵調進入日軍，奉派南洋。1945年日本投降從回臺，繼續在劇團中幫忙，但仍未正式學戲。唯因耳濡目染之下，自然學會了較為簡易的「扮仙戲」，在永安鄉（今高雄市永安區）演出時頗受好評，從來便向發叔與金龍興皮影戲團的蔡龍溪學戲:12-15。1957年，因林文宗去世，團務由林淇亮接掌。。而後因林淇亮另謀他職，演出曾經一度中斷。1986年高雄縣皮影戲館（今高雄市皮影戲館）籌備之初，才又再度復出並登記立案，並堅持使用傳統式的戲臺演出:29-30。2008年1月3日，福德皮影戲團經高雄縣政府文化局公告為傳統表演藝術類文化資產。2009年林淇亮過世後，因後繼無人而停止演出，文化資產身份也遭廢止。

## 經典劇目
林文宗擅長者為武戲與扮仙戲。其勤於抄錄劇本，留有一扮仙戲的重要文獻《酬神宣經》。《酬神宣經》是以八仙祝壽為主題的戲目，分為「扮八仙」與「扮大仙」，經常做為酬神戲出，在歌仔戲中也可見。該抄本共62頁（含5空白頁），皆以毛筆手抄而成，內容為扮演各神仙時的唸詞。其中所請諸仙眾多，除了四言、五言句式，也有對仗工整的四六駢文，可推斷出於行家之手:95-97。
除《酬神宣經》外，1998年中華民俗研究學會的《林淇亮「福德皮影戲團」保存計畫》則將《割股》、《孫臏被困誅仙陣》、《薊江關八卦陣》、《銅盤關金鎖陣》等列為經典劇目，並予以錄製保存。